# Daytona International Speedway
Daytona International Speedway é um circuito oval localizado em Daytona Beach no estado americano da Flórida.
No circuito é disputada primeira corrida da temporada da NASCAR Sprint Cup, a Daytona 500, realizada desde sua inauguração em 1959, atualmente essa prova oferece a premiação de mais de 1 milhão de dólares ao vencedor. Também é realizado as 24 Horas de Daytona, evento semelhante as 24 Horas de Le Mans, e recebe mais 7 eventos da NASCAR.
É disputado no circuito também o Shoot-out que é uma prova de aquecimento para a temporada da NASCAR. Ocorre sempre na semana anterior as 500 milhas de Daytona.

## História

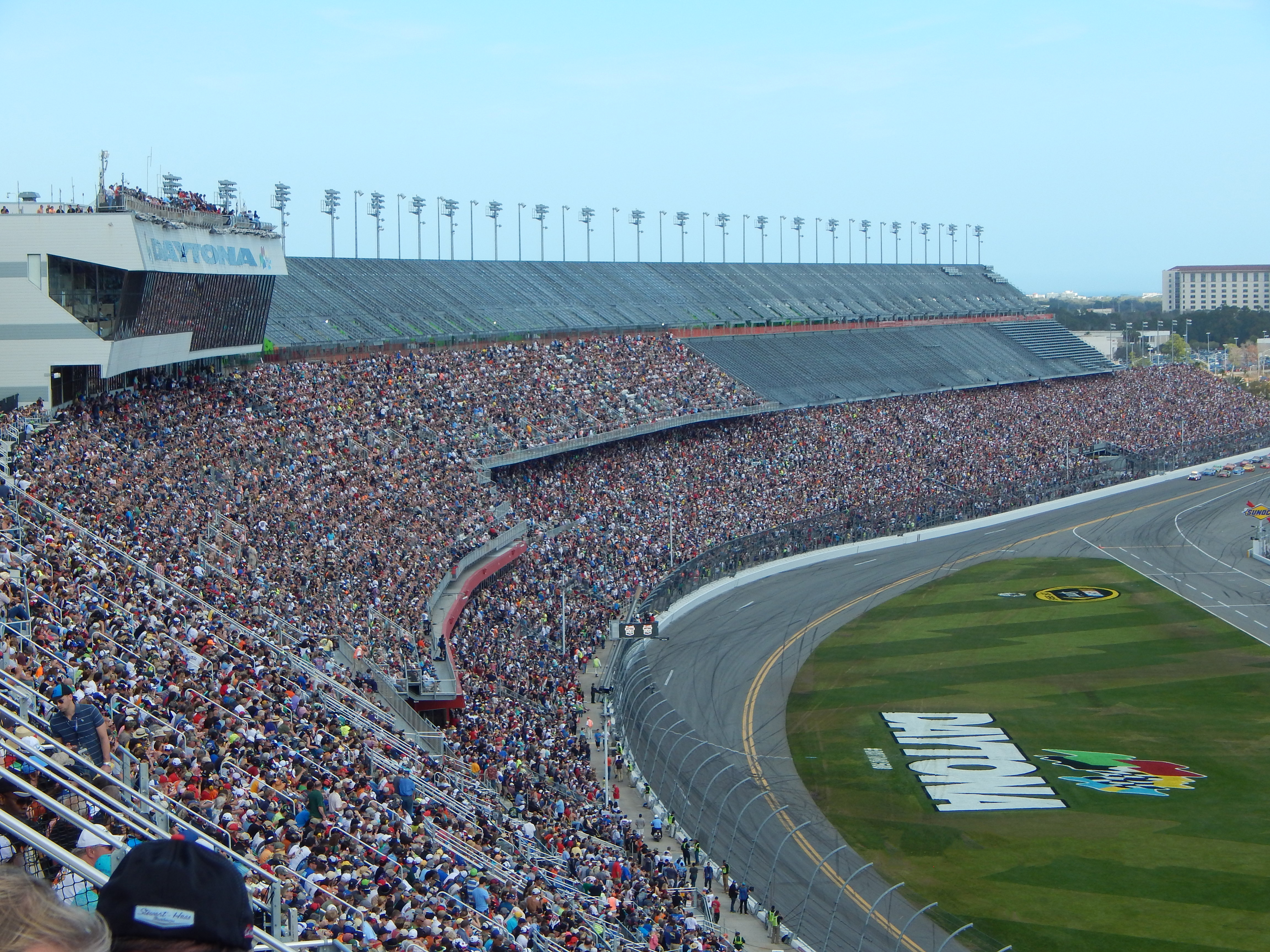
500 Milhas de Daytona de 2015 com as novas arquibancadas construídas.

Os planos de construção do circuito começaram com o fundador da NASCAR William France 1953 com o intuito de promover a categoria, que disputava a corrida no Circuito de Rua de Daytona Beach, o engenheiro contratado foi Charles Moneypenny que viajou para Detroit para consultar detalhes da pista de testes da Ford.
A cidade de Daytona Beach concordou em ceder um terreno de 181 hectares próximo ao Aeroporto Municipal de Daytona Beach a um preço de 10.000 dólares por ano por 50 anos, a construção também recebeu dinheiro do magnata do petróleo Clint Murchison com 600.000 dólares e da Pepsi, para fazer a inclinação das curvas foi utilizada areia do próprio terreno, ue posteriormente formou um lago artificial chamado de Lago LLoyd.
O circuito foi inaugurado em 25 de novembro de 1957 e a primeira edição das 500 Milhas de Daytona foi em 22 de fevereiro de 1959, o primeiro trecho misto foi inaugurado em 1959 onde em 1964 foi realizada a primeira edição das 24 Horas de Daytona, em 1971 foi construída uma pista de terra para motocross, em 1973 foi instalada uma chicane na reta oposta, as luzes foram instaladas no circuito em 1998 para a corrida noturna da Coke Zero 400, em 2005 foi adicionado mais um trecho do circuito misto para corridas de motos.

## Circuito

### Oval

Traçado oval do circuito.

O circuito é no formato tri-oval, possui 2,5 milhas ou 4,2 km de extensão com inclinações de 31° nas curvas longas, 18° na curva que delimita a linha de largada e chegada e 2° nas retas. Possui um circuito misto interno com 5,7 km e um lago com 178 mil m². Acomoda mais de 150 mil espectadores.

### Misto

Traçado misto do circuito.

Existem duas variantes mistas do circuito, a primeira construída em 1959 com 6,13 km de extensão, em 1973 foi adicionada uma chicane, em 1984 houve uma grande modificação que diminuiu o tamanho para 5,73 km, em 2003 a chicane foi modificada mais uma vez. A outra variante foi construída em 2005, focada em competições de motociclismo. O circuito também tem uma pista de terra para competições de motocross.

## Acidentes
Vários pilotos se envolveram em acidentes notáveis ao longo da história do circuito, inclusive Dale Earnhardt, que faleceu subitamente durante as competições de Automobilismo.
O fato de Daytona ser local de muitas mortes atraiu a atenção da mídia mundial.

## Problemas
Durante a prova de 2010 da Nascar Sprint Cup, apareceu um buraco na curva 2. Este problema fez com que os diretores de Daytona recapeassem a pista. O recapeamento foi concluído após o termino da corrida em 14 de Dezembro de 2010.